# I Am Not a Hipster
I Am Not a Hipster is een Amerikaanse muzikale dramafilm uit 2012, geregisseerd en geschreven door Destin Daniel Cretton in zijn regiedebuut.

## Verhaal
De film gaat over een singer-songwriter in de indie-scene van San Diego.

## Rolverdeling
| Acteur             | Personage      |
| ------------------ | -------------- |
| Dominic Bogart     | Brooke Hyde    |
| Alvaro Orlando     | Clarke         |
| Tammy Minoff       | Joy            |
| Lauren Coleman     | Spring         |
| Kandis Erickson    | Merrily        |
| Brad William Henke | Bradley Haines |

## Release
De film ging in première op 20 januari 2012 op het Sundance Film Festival. De film werd in de Verenigde Staten uitgebracht op 10 januari 2013.

## Ontvangst
Op Rotten Tomatoes heeft I Am Not a Hipster een waarde van 71% en een gemiddelde score van 7,70/10, gebaseerd op 7 recensies. Op Metacritic heeft de film een gemiddelde score van 53/100, gebaseerd op 4 recensies.

## Prijzen en nominaties
| Jaar | Prijs                  | Categorie                     | Genomineerde(n)       | Uitslag     |
| ---- | ---------------------- | ----------------------------- | --------------------- | ----------- |
| 2012 | Sundance Film Festival | Publieksprijs - Best of Next! | Destin Daniel Cretton | Genomineerd |